# Хотца (приток Рапли)
Хотца — река в России, протекает по Любытинскому району Новгородской области. Устье реки находится в 14 км по левому берегу реки Рапля. Длина реки составляет 28 км, площадь водосборного бассейна 237 км².
В 5 км от устья по правому берегу реки впадает река Реконька.
На реке стоят деревни Хотцы (станция Хотцы стоит на притоке Хотцы Хмельной), Зобище, Степкино, Клочевицы, Хортицы Неболчского сельского поселения.

## Данные водного реестра
По данным государственного водного реестра России относится к Балтийскому бассейновому округу, водохозяйственный участок реки — Волхов, речной подбассейн реки — Волхов. Относится к речному бассейну реки Нева (включая бассейны рек Онежского и Ладожского озера).
Код объекта в государственном водном реестре — 01040200612102000019100.